# ПС-01
ПС−01 «Комар» — оперативный беспилотный самолёт-разведчик, дистанционно-пилотируемый аппарат, сконструированный Казимиром Михайловичем Жидовецким.
Первый полет совершил в 1981 году, разработан в ОСКБЭС МАИ (Отраслевое специальное конструкторское бюро МАИ). Построено 3 образца аппарата. На аппарате была разработана схема кольцевого оперения с толкающим винтом и рулями, размещенными внутри кольца, которая впоследствии была применена при создании серийного комплекса типа «Шмель-1».

## Лётно-технические характеристики
- Размах крыла — 2,12 м
- Длина — 2,15 м
- Площадь крыла — 1,30 м²
- Масса — 90 кг
- Тип двигателя — 1 × ПД МП-6Х2
- Мощность — 1 × 12 л. с.
- Максимальная скорость — 180 км/ч
- Минимальная скорость — 85 км/ч
- Дальность полета — 100 км